# Нова Бондюга
Нова Бондю́га (рос. Новая Бондюга) — присілок в Граховському районі Удмуртії, Росія.

## Населення
Населення — 35 осіб (2010; 40 у 2002).
Національний склад станом на 2002 рік:
- росіяни — 95 %

## Господарство
В присілку діють початкова школа, дитячий садок, будинок культури та будинок культури.

## Історія
За даними 10-ї ревізії 1859 року в присілку було 28 дворів та проживало 243 особи. В 1924 році присілок відійшов до складу Новогорської сільської ради.

## Урбаноніми[3]
- вулиці — Нижня, Нова